# Serie A 1981/82
De Serie A 1981/82 was het 79ste voetbalkampioenschap (scudetto) in Italië en het 51ste seizoen van de Serie A. Juventus werd kampioen.

## Eindstand
|     | Team            | Ptn | Wed | W  | G  | V  | DV | DT | Opmerking |
| --- | --------------- | --- | --- | -- | -- | -- | -- | -- | --------- |
| 1.  | Juventus        | 46  | 30  | 19 | 8  | 3  | 48 | 14 | EC I      |
| 2.  | AC Fiorentina   | 45  | 30  | 17 | 11 | 2  | 36 | 17 | EC II     |
| 3.  | AS Roma         | 38  | 30  | 15 | 8  | 7  | 40 | 29 | UEFA Cup  |
| 4.  | SSC Napoli      | 35  | 30  | 10 | 15 | 5  | 31 | 21 | UEFA Cup  |
| 4.  | Internazionale  | 35  | 30  | 11 | 13 | 6  | 39 | 34 |           |
| 6.  | Ascoli          | 32  | 30  | 9  | 14 | 7  | 26 | 21 |           |
| 7.  | US Catanzaro    | 28  | 30  | 9  | 10 | 11 | 25 | 29 |           |
| 8.  | US Avellino     | 27  | 30  | 9  | 9  | 12 | 22 | 26 |           |
| 8.  | Torino Calcio   | 27  | 30  | 8  | 11 | 11 | 25 | 30 |           |
| 8.  | AC Cesena       | 27  | 30  | 8  | 11 | 11 | 34 | 41 |           |
| 11. | Udinese Calcio  | 26  | 30  | 9  | 8  | 13 | 27 | 37 |           |
| 12. | Cagliari Calcio | 25  | 30  | 7  | 11 | 12 | 33 | 36 |           |
| 12. | Genoa CFC       | 25  | 30  | 6  | 13 | 11 | 24 | 29 |           |
| 14. | AC Milan        | 24  | 30  | 7  | 10 | 13 | 21 | 31 | Serie B   |
| 15. | Bologna         | 23  | 30  | 6  | 11 | 13 | 25 | 37 | Serie B   |
| 16. | Como            | 17  | 30  | 3  | 11 | 16 | 18 | 42 | Serie B   |

## Statistieken

### Meeste speelminuten
| Naam             | Club(s)        | Duels | Min.  | Werd in het veld gebracht | Werd van het veld gehaald |
| ---------------- | -------------- | ----- | ----- | ------------------------- | ------------------------- |
| Ottorino Piotti  | AC Milan       | 30    | 2.700 | 0                         | 0                         |
| Sebastiano Nela  | AS Roma        | 30    | 2.700 | 0                         | 0                         |
| Silvano Martina  | Genoa CFC      | 30    | 2.700 | 0                         | 0                         |
| Franco Tancredi  | AS Roma        | 30    | 2.700 | 0                         | 0                         |
| Fabio Brini      | Ascoli Picchio | 30    | 2.700 | 0                         | 0                         |
| Giuseppe Dossena | Torino FC      | 30    | 2.700 | 0                         | 0                         |
| Dino Zoff        | Juventus FC    | 30    | 2.700 | 0                         | 0                         |
| Gaetano Scirea   | Juventus FC    | 30    | 2.700 | 0                         | 0                         |
| Massimo Mancini  | Calcio Como    | 30    | 2.700 | 0                         | 0                         |
| Antonio Sabato   | US Catanzaro   | 30    | 2.700 | 0                         | 0                         |
| Sergio Santarini | US Catanzaro   | 30    | 2.700 | 0                         | 0                         |

### Nederlanders
Onderstaande Nederlandse voetballers kwamen in het seizoen 1981/82 uit in de Serie A.
| Naam                 | Club       | Debuut in Serie A | Duels | Goals |
| -------------------- | ---------- | ----------------- | ----- | ----- |
| Ruud Krol            | SSC Napoli | 21.09.1980        | 27    | 0     |
| Michel van de Korput | Torino FC  | 13.09.1981        | 23    | 0     |

### Scheidsrechters
| Naam            | Geboren    | Debuut     | Duels | Kreeg geel | Kreeg voor de tweede keer geel en dus rood | Weggestuurd | Pen. |
| --------------- | ---------- | ---------- | ----- | ---------- | ------------------------------------------ | ----------- | ---- |
| Enzo Barbaresco | 24.04.1937 | 03.12.1967 | 13    | ?          | ?                                          | ?           | 2    |

### Juventus
Bijgaand een overzicht van de spelers van Juventus, die in het seizoen 1981/82 onder leiding van trainer-coach Giovanni Trapattoni voor de twintigste keer in de clubgeschiedenis kampioen van Italië werden en zo de titel prolongeerden.
| Naam                | Min.  | Duels | B  | Werd in het veld gebracht | Werd van het veld gehaald | Goal | Kreeg geel | Kreeg voor de tweede keer geel en dus rood | Weggestuurd |
| ------------------- | ----- | ----- | -- | ------------------------- | ------------------------- | ---- | ---------- | ------------------------------------------ | ----------- |
| Gaetano Scirea      | 2700' | 30    | 30 | 0                         | 0                         | 5    | ?          | ?                                          | ?           |
| Pietro Paolo Virdis | 2597' | 30    | 30 | 0                         | 4                         | 9    | ?          | ?                                          | ?           |
| Dino Zoff           | 2700' | 30    | 30 | 0                         | 0                         | 0    | ?          | ?                                          | ?           |
| Liam Brady          | 2503' | 29    | 29 | 0                         | 3                         | 5    | ?          | ?                                          | ?           |
| Sergio Brio         | 2610' | 29    | 29 | 0                         | 0                         | 1    | ?          | ?                                          | ?           |
| Antonio Cabrini     | 2570' | 29    | 29 | 0                         | 3                         | 5    | ?          | ?                                          | ?           |
| Domenico Marocchino | 2216' | 29    | 29 | 0                         | 15                        | 1    | ?          | ?                                          | ?           |
| Massimo Bonini      | 1580' | 28    | 13 | 15                        | 1                         | 1    | ?          | ?                                          | ?           |
| Giuseppe Furino     | 2346' | 27    | 27 | 0                         | 3                         | 0    | ?          | ?                                          | ?           |
| Claudio Gentile     | 2430' | 27    | 27 | 0                         | 0                         | 2    | ?          | ?                                          | ?           |
| Marco Tardelli      | 1793' | 22    | 22 | 0                         | 5                         | 3    | ?          | ?                                          | ?           |
| Pietro Fanna        | 887'  | 21    | 7  | 14                        | 2                         | 1    | ?          | ?                                          | ?           |
| Giuseppe Galderisi  | 1055' | 16    | 11 | 5                         | 6                         | 6    | ?          | ?                                          | ?           |
| Cesare Prandelli    | 270'  | 8     | 1  | 7                         | 0                         | 0    | ?          | ?                                          | ?           |
| Roberto Bettega     | 623'  | 7     | 7  | 0                         | 1                         | 5    | ?          | ?                                          | ?           |
| Carlo Osti          | 457'  | 6     | 5  | 1                         | 0                         | 0    | ?          | ?                                          | ?           |
| Paolo Rossi         | 250'  | 3     | 3  | 0                         | 1                         | 1    | ?          | ?                                          | ?           |
| Roberto Tavola      | 113'  | 3     | 1  | 2                         | 0                         | 0    | ?          | ?                                          | ?           |
|                     |       |       |    |                           |                           |      |            |                                            |             |
| Luciano Bodini      | 0     | 0     | 0  | 0                         | 0                         | 0    | 0          | 0                                          | 0           |